# Karl von Engel
Karl von Engel (* 30. März 1826 in Feldberg; † 17. Februar 1896 in Neustrelitz) war ein Hof- und Verwaltungsbeamter im (Teil-)Großherzogtum Mecklenburg-Strelitz.

## Leben
Karl von Engel wurde als Sohn des Kammerherrn und Rittergutsbesitzers Karl Heinrich von Engel und der Ida geb. von Heyden-Linden. Nach dem Besuch des Gymnasiums in Neubrandenburg und des Königlichen Pädagogiums in Halle (Saale) studierte er an der Rheinischen Friedrich-Wilhelms-Universität Bonn, der Georg-August-Universität Göttingen, der Friedrich-Wilhelms-Universität Berlin und der Universität Rostock Rechts- und Kameralwissenschaften. 1849 wurde er Mitglied des Corps Borussia Bonn. Nach dem Studium trat er in den Dienst des Herzogtums Mecklenburg-Strelitz und wurde Direktor des Großherzoglichen Kammer- und Forstkollegiums. Er war Großherzoglicher mecklenburg-strelitzscher Kammerherr und Hausmarschall.